# Stomatium resedolens
Stomatium resedolens är en isörtsväxtart som beskrevs av L. Bol. Stomatium resedolens ingår i släktet Stomatium och familjen isörtsväxter. Inga underarter finns listade i Catalogue of Life.